# St Just in Penwith

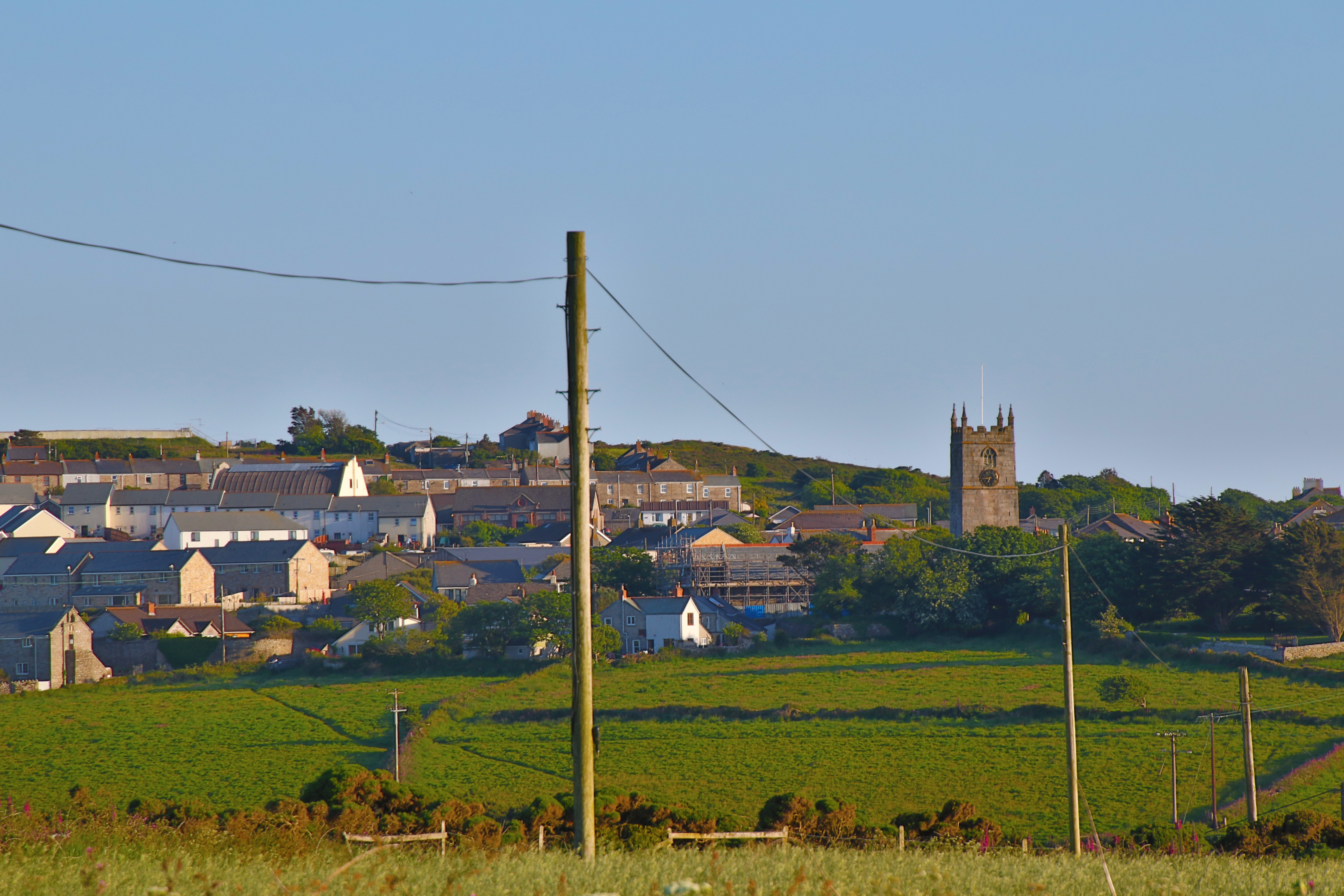
St Just Cornwall

St Just (także St Just in Penwith, korn. Launst) – miasto w Wielkiej Brytanii (Anglia) na Półwyspie Kornwalijskim, na drugorzędnym półwyspie Penwith. Niewielkie lotnisko przy Land’s End.

## Historia
Miasto funkcjonowało w XIX w. jako duży ośrodek wydobycia cyny i miedzi, jeden z najważniejszych na Półwyspie Kornwalijskim. W okolicy miasta działały 24 kopalnie tych metali. Krajobraz górniczy okolic został wpisany (łącznie z innymi ośrodkami w Kornwalii i Devonie na listę światowego dziedzictwa UNESCO.

## Atrakcje turystyczne
- Zabytkowa kopalnia cyny
- Festiwal Lafrowda[3], dwudniowe wydarzenie artystyczne i kulturalne

## Miasto partnerskie
- Burra, Australia